# Bittium pupiforme
Bittium pupiforme is een slakkensoort uit de familie van de Cerithiidae. De wetenschappelijke naam van de soort is voor het eerst geldig gepubliceerd in 1880 door Watson als Cerithium (Bittium) pupiforme.